# Mychajło Kobryn
Mychajło Kobryn, ukr. Михайло Петрович Кобрин (ur. 21 października 1871 w Stężycy w ówczesnym powiecie krasnostawskim guberni lubelskiej, zm. 17 kwietnia 1956 we Lwowie) – ukraiński działacz prawosławny, pedagog, pisarz i publicysta, działacz społeczno-kulturalny.

## Biografia
Kobryn urodził się w powiecie krasnostawskim, w województwie lubelskim. W 1893 r. ukończył seminarium duchowne w Chełmie, zaś w 1897 r. Moskiewską Akademię Duchowną, otrzymując tytuł magistra teologii. Po 2 latach został wykładowcą w chełmskim seminarium duchownym. Był autorem artykułów dotyczących m.in. kwestii unickiej. Od 1907 r. przewodniczył Ludowo-Oświatowemu Stowarzyszeniu Rusi Chełmskiej. Był członkiem delegacji do Dumy Państwowej, która domagała się oderwaniu od Kraju Przywiślańskiego ziem zachodnioruskich w celu utworzenia z nich guberni chełmskiej. Stanął na czele chełmskiego rolniczego towarzystwa kredytowego. W 1915 r. wraz z personelem seminarium chełmskiego został ewakuowany do Moskwy. Otrzymał pracę w Banku Syberyjskim.

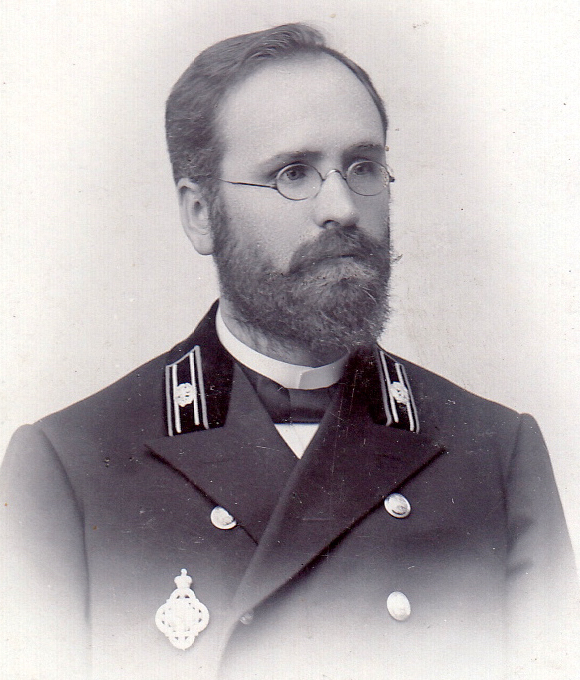
Mychajło Kobryn, 1904

W 1922 r. powrócił do Chełma, a następnie przybył do Krzemieńca, gdzie został wykładowcą w miejscowym seminarium duchownym. Zajmował się tłumaczeniem na ukraiński prawosławnych ksiąg teologicznych. Opowiadał się za ukrainizacją Polskiego Autokefalicznego Kościoła Prawosławnego, co doprowadziło do jego konfliktu z polskimi władzami. W 1930 r. był sekretarzem prezydium komisji przedsoborowej Polskiego Autokefalicznego Kościoła Prawosławnego. Od 1931 r. stał na czele podkomisji tłumaczeniowej komisji Synodu Polskiego Autokefalicznego Kościoła Prawosławnego działającej w Krzemieńcu. Od 1934 r. pełnił funkcję dyrektora krzemienieckiego gimnazjum ukraińskiego. W tym czasie protestował przeciwko niszczeniu lub przekazywaniu katolikom cerkwi prawosławnych na Chełmszczyźnie. Po ataku wojsk niemieckich na Polskę 1 września 1939 r. osadzono go w obozie w Berezie Kartuskiej, ale po klęsce Wojska Polskiego powrócił do Krzemieńca. W 1943 r. przeniósł się do Lwowa, gdzie opracował podręczniki teologii dla szkół duchownych i organizacji prawosławnych. Po zajęciu miasta przez Armię Czerwoną w 1944 r., pozostał we Lwowie. W latach 1947–1955 pisał artykuły do czasopisma religijnego „Jeparchialnyj wisnyk” (później „Prawosławnyj wisnyk”).
Został pochowany na Cmentarzu Łyczakowskim we Lwowie.